# Фалькранц, Христиан-Эрик
Христиан-Эрик Фалькранц (швед. Christian Eric Fahlcrantz; 30 августа 1790, Стора-Туна — 6 августа 1866, приход Кафедрального собора Вестероса) — шведский богослов и писатель.
Был профессором церковной истории в Упсале, потом епископом в Вестеросе. Обладая поэтическим талантом, он сначала обратил на себя внимание остроумной и глубокомысленной поэмой «Noaks ark», a затем проявил все богатство своей фантазии в лирическом эпосе «Ansgarius» (Упсала, 1846). Написал ещё ряд статей богословского содержания и сочинение против католиков «Born förr och nu» (Упсала, 1858—1861).

## Биография
Родился в приходе Стора-Туна, города Бурлэнге. Родители — Йохан Фалькранц и Густафва де Бреннер. Брат Алекс Магнус (1780—1854) был скульптором. Брат Карл Йохан Фалькранц — художник пейзажист. Прапрабабушка София Элизабет Бреннер была поэтессой.
В 1815 году окончил Уппсальский университет со степень магистра. В 1821 году стал преподавать арабский язык, с 1825 года был назначен профессором кафедры восточных языков. В следующем году получил степень доктора богословия и стал служить в сельском благочинии в диоцезе Уппсалы.